# Henryk Rot

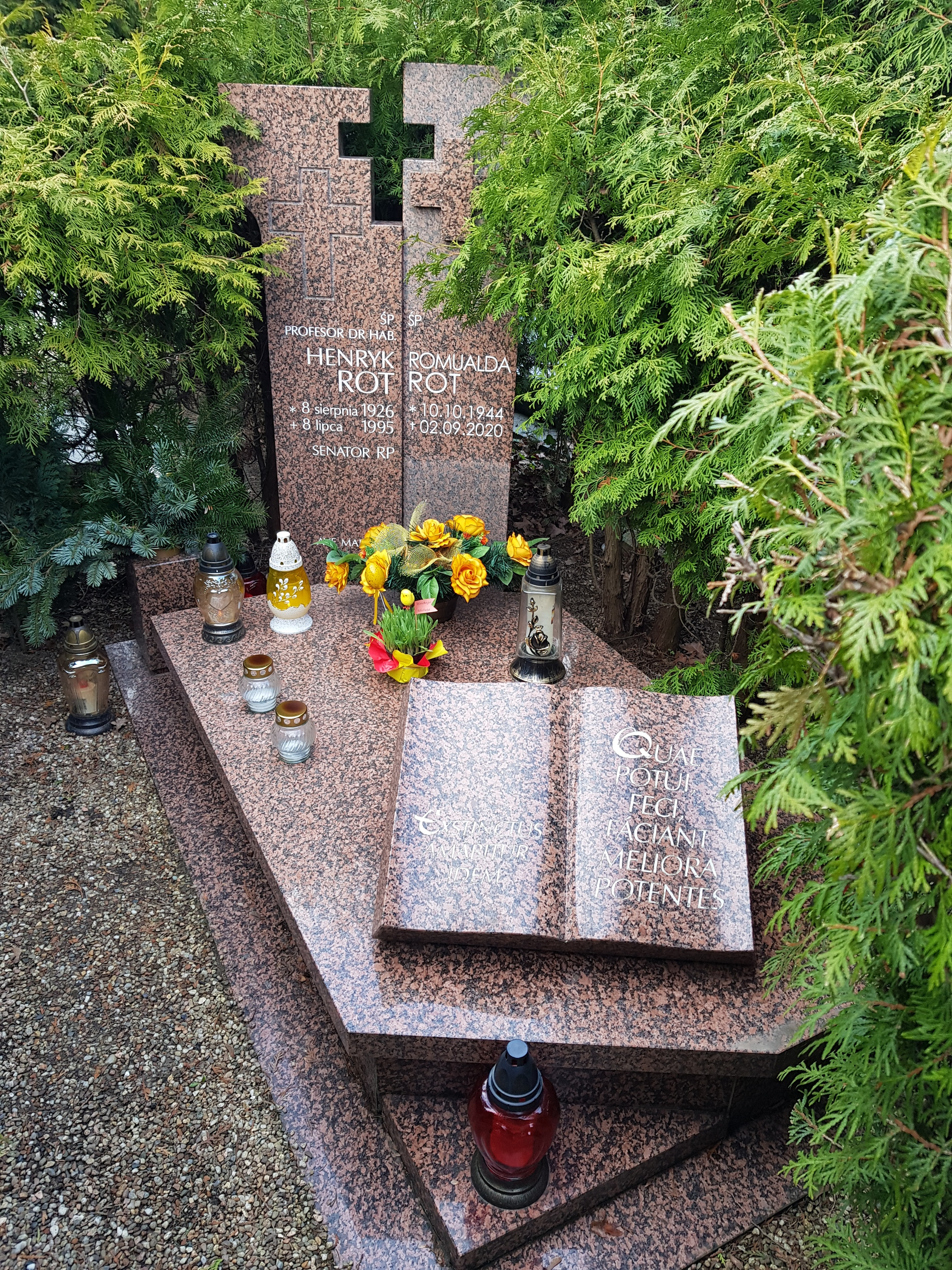
Grób Henryka Rota na cmentarzu Osobowickim we Wrocławiu

Henryk Rot (ur. 8 sierpnia 1926 w Poznaniu, zm. 8 lipca 1995 we Wrocławiu) – polski prawnik, teoretyk prawa, nauczyciel akademicki, profesor nauk prawnych, senator III kadencji.

## Życiorys
W czasie II wojny światowej był członkiem Armii Krajowej. Pracował też jako robotnik w przedsiębiorstwach przemysłowych i kolejowych. W latach 1945–1952 był zatrudniony w Polskich Kolejach Państwowych. W międzyczasie w 1949 ukończył szkołę średnią we Wrocławiu. W 1953 został absolwentem prawa na Wydziale Prawa Uniwersytetu Wrocławskiego.
Również w 1953 został asystentem w Katedrze Teorii Państwa i Prawa macierzystej uczelni. W 1960 obronił pracę doktorską pt. Akty normatywne rad narodowych i ich prezydiów napisaną pod opieką naukową profesora Franciszka Longchampsa de Bérier. Od tegoż roku do 1972 zajmował stanowisko adiunkta. Stopień doktora habilitowanego nauk prawnych w zakresie teorii państwa i prawa na podstawie oceny ogólnego dorobku naukowego i przedłożonej rozprawy habilitacyjnej pod tytułem Jedność i podziały systemu prawa socjalistycznego otrzymał w 1969. Trzy lata później został powołany na stanowisko docenta w Instytucie Nauk Prawno-Ustrojowych. W 1981 został profesorem nadzwyczajnym, a w 1990 profesorem zwyczajnym. Był promotorem jednej pracy doktorskiej. Odbył staże naukowe m.in. w Moskwie, Leningradzie, Brnie, Lipsku i Belgradzie.
Zainteresowania naukowe Henryka Rota obejmowały problematykę źródeł prawa z uwzględnieniem kwestii aksjologicznych i strukturalnych prawa, takich jak wzajemny stosunek aktów prawotwórczych, zasady procesu legislacyjnego, typologia aktów prawotwórczych, ich ogłaszanie, podziały systemu prawa. Zajmował się również problematyką kodyfikacji i kodeksami. W latach 1961–1989 był członkiem Zespołu Badań Rad Narodowych w Instytucie Nauk Prawnych PAN i kierownikiem grupy badawczej. Zasiadał w redakcji czasopisma „Problemy Rad Narodowych”. Opublikował ponad 200 pozycji naukowych z zakresu prawoznawstwa i informatyki prawniczej. Działał m.in. w Towarzystwie Wiedzy Powszechnej, Polskim Towarzystwie Cybernetycznym, a także sekcji polskiej International Association of Philosophy of Law and Social Philosophy. Wchodził w skład Redakcji czasopisma „Studies in the Theory and Philosophy of Law”, Komitetu Nauk Prawnych PAN oraz komitetu redakcyjnego „Państwa i Prawa”. Zajmował się również publicystyką jako autor artykułów w takich czasopismach jak „Polityka”, „Prawo i Życie”, „Przegląd Kulturalny”, „Kultura”, „Literatura” czy „Odra”.
W latach 1984–1988 przewodniczył miejskiej radzie narodowej we Wrocławiu. W wyborach parlamentarnych w 1993 został wybrany na senatora III kadencji z ramienia Sojuszu Lewicy Demokratycznej w województwie wrocławskim. Był członkiem Komisji Konstytucyjnej Zgromadzenia Narodowego, członkiem Komisji Regulaminowej i Spraw Senatorskich oraz przewodniczącym Komisji Inicjatyw i Prac Ustawodawczych.
Zmarł 8 lipca 1995 w trakcie kadencji. Wygaśnięcie mandatu stwierdzono pięć dni później. Był żonaty z Romualdą, miał dwoje dzieci. Został pochowany na cmentarzu Osobowickim we Wrocławiu.

## Wybrane publikacje
- Akty normatywne rad narodowych i ich prezydiów, Wydawnictwo Prawnicze, Warszawa 1962.
- Wstęp do nauk o państwie i prawie. Część II, Uniwersytet Wrocławski, Wrocław 1966.
- Elementy teorii prawa, Wydawnictwo Uniwersytetu Wrocławskiego, Wrocław 1975.
- Akty normatywne terenowych organów władzy i administracji państwowej (współautor: Kazimierz Siarkiewicz), PWN, Warszawa 1977.
- Problemy kodyfikacji prawa PRL, Ossolineum, Wrocław 1978.
- Ogłaszanie aktów prawotwórczych (ujęcie komparatystyczne), „Acta Universitatis Wratislaviensis. Prawo”, t. 206/1992, s. 155–165.
- Uwarunkowania i wartości i wartości procedury prawniczej, „Acta Universitatis Wratislaviensis. Prawo”, t. 223/1993, s. 111–128.